# رأرأة نواسية
رأرأة نواسية (بالإنجليزية: Pendular nystagmus) هي حركات لاإرادية للعين على شكل موجات اهتزازية جيبية والتي قد تحدث في أي إتجاه. تتسم هذه الحالة بحركات بطيئة للعين (تردد 1 هرتز) في عدة أبعاد وبسرعة متساوية في كل إتجاه بشكل يشبه مسار النواس.

## أنواعها
تم تقسيم الرأرأة النواسية إلى أنواع فرعية وذلك تبعاً لنمط الحركات:
- رأرأة خلقية (بالإنجليزية: Congenital nystagmus)
- رأرأة نواسية مكتسبة (بالإنجليزية: Acquired pendular nystagmus)
- رأرأة كمنية[الإنجليزية]